# ダメな男じゃダメですか?
『ダメな男じゃダメですか?』（ダメなおとこじゃダメですか?）は、大盛のぞみによる日本の漫画作品。テレビ東京とめちゃコミックの合同プロジェクト「僕を主人公にした漫画を描いてください!それをさらにドラマ化もしちゃいます!!」で大賞を受賞し、2022年2月よりテレビドラマ化された。見栄っ張りな大学生・田町権太がパワフルな祖母と肉体と精神が入れ替わってしまったことがきっかけで自分を見つめ直していくコメディ漫画。

## 僕を主人公にした漫画を描いてください!それをさらにドラマ化もしちゃいます!!
2022年1月6日（5日深夜）より1月27日（26日深夜）までテレビ東京系列「水ドラ25」枠にて、ドキュメンタリー番組『僕を主人公にした漫画を描いてください!それをさらにドラマ化もしちゃいます!!』が放送。町田啓太を主人公とした作品募集から選考、ドラマ化までを追ったもので、第1回放送終了後より『ダメな男じゃダメですか?』を含む入選作品がめちゃコミックオリジナルにて配信開始。1月13日（12日深夜）放送の第2回で大賞が発表され、第3回・第4回でドラマの制作風景が放送された。

## テレビドラマ
前述のドキュメンタリー番組に引き続き、2022年2月3日（2日深夜）から3月31日（30日深夜）にかけて、テレビ東京系列の「水ドラ25」枠で放送された。主演は町田啓太。

自分を偽らなくてもありのまま生きていい。人間誰しも光るものがある、ということをテーマとしている。

### キャスト

#### 主要人物
田町権太
演 - 町田啓太（幼少期：太田恵晴、少年期：宮下柚百）
大手企業「大告堂」の面接に落選して、落ち込んでいたところ、SNSへの偽りの投稿がバズってしまい、SNSに依存した見栄っ張りの人生を送る。
3年後、カツヨが様子を身に来たところ、自堕落な生活を送っているのを目の当たりにし、「身に染みろー!!」とカツを入れられた瞬間、雷がドーンと落ち、カツヨと精神が入れ替わることに。
落合カツヨ
演 - 宮崎美子（少女期：岩崎愛香）
権太の祖母。母に頼まれ群馬から上京してきた。
葛西真央
演 - 深川麻衣（少女期：三寺花穂）
権太の元彼女。
中野奏助
演 - 加藤清史郎
権太の昔のバイトの後輩。

#### その他
田町勝利
演 - 堀部圭亮
権太の父。
田町尚子
演 - 山野海
権太の母。
又一
演 - 諏訪太朗
カツヨの群馬の友人。
矢上鉄男
演 - 田口浩正
大手企業「大告堂」のマーケティング部部長。
北村流矢
演 - 三河悠冴
矢上の部下。
よっしー
演 - ゆうたろう
瑞枝
演 - 大関れいか
真央の友人。

### ゲスト
第2話
りほ
演 - 桃果
第3話
有川
演 - 前原瑞樹

### スタッフ
- 原作 - 大盛のぞみ『ダメな男じゃダメですか』（めちゃコミック）
- 監督 - 太田勇（テレビ東京）、山田能龍、片山雄一
- 脚本 - 小寺和久、我人祥太
- ドキュメンタリープロデューサー - 太田勇（テレビ東京）、宮川宗生（ホリプロ）、久田宗彦（ドリームアップ）、石崎大介（アムタス）
- ドラマプロデューサー - 太田勇（テレビ東京）、宮川宗生（ホリプロ）
- 音楽 - スキャット後藤
- オープニングテーマ - Van de Shop「コメディなヒーローになれたなら」（Knowledge Entertainment）[5]
- エンディングテーマ - THE RAMPAGE from EXILE TRIBE「Change My Life」（rhythm zone）[6]
- 制作 - テレビ東京、ホリプロ
- 製作著作 - 「僕ドラ」製作委員会

### 放送日程
| 話数   | 放送日         | サブタイトル               | 脚本     | 監督     |
| ------ | -------------- | -------------------------- | -------- | -------- |
| 第一話 | 2022年 2月03日 | 身ぃ染み…てない権太        | 小寺和久 | 太田勇   |
| 第二話 | 2月10日        | おやげねぇ…権太            | 我人祥太 | 太田勇   |
| 第三話 | 2月17日        | なっから 身染みていくべ    | 我人祥太 | 片山雄一 |
| 第四話 | 2月24日        | なっからかわいい中野君     | 小寺和久 | 太田勇   |
| 第五話 | 3月03日        | 東京もんは上品だいね       | 我人祥太 | 山田能龍 |
| 第六話 | 3月10日        | 生きてるだけで花丸なんだで | 小寺和久 | 片山雄一 |
| 第七話 | 3月24日        | なっから変わった権太       | 小寺和久 | 山田能龍 |
| 第八話 | 3月31日        | 権太、身ぃ沁みる           | 我人祥太 | 太田勇   |

- 3月17日（16日深夜）の放送は福島県沖地震発生による報道特別番組放送のため休止[8]。

### 放送局
| 放送期間                | 放送日時                     | 放送局       | 対象地域   | 備考     |
| ----------------------- | ---------------------------- | ------------ | ---------- | -------- |
| 2022年2月03日 - 3月31日 | 木曜 1:00 - 1:30（水曜深夜） | テレビ東京   | 関東広域圏 | 製作局   |
| 2022年2月03日 - 3月31日 | 木曜 1:00 - 1:30（水曜深夜） | テレビ北海道 | 北海道     |          |
| 2022年2月03日 - 3月31日 | 木曜 1:00 - 1:30（水曜深夜） | テレビ愛知   | 愛知県     |          |
| 2022年2月03日 - 3月31日 | 木曜 1:00 - 1:30（水曜深夜） | テレビ大阪   | 大阪府     | [ 注 3 ] |
| 2022年2月03日 - 3月31日 | 木曜 1:00 - 1:30（水曜深夜） | TVQ九州放送  | 福岡県     | [ 注 4 ] |
| 2022年3月17日 - 5月05日 | 木曜 0:00 - 0:30（水曜深夜） | びわ湖放送   | 滋賀県     | 独立局   |

| テレビ東京系列 水ドラ25                                                                               | テレビ東京系列 水ドラ25                                                                               | テレビ東京系列 水ドラ25                            |
| 前番組                                                                                                | 番組名                                                                                                | 次番組                                             |
| --- | --- | -------------------------------------------------- |
| JKからやり直すシルバープラン （2021年11月11日 - 12月30日）                                            | 僕を主人公にした漫画を描いてください! それをさらにドラマ化もしちゃいます!! （2021年1月6日 - 1月27日） | ダメな男じゃダメですか? （2022年2月3日 - 3月31日） |
| 僕を主人公にした漫画を描いてください! それをさらにドラマ化もしちゃいます!! （2022年1月6日 - 1月27日） | ダメな男じゃダメですか? （2022年2月3日 - 3月31日）                                                    | ソロ活女子のススメ2 （2022年4月7日 - 5月26日）     |